# کارآگاه پیکاچو
«کاراگاه پیکاچو» (انگلیسی: Detective Pikachu) یک بازی ویدئویی در سبک بازی ماجراجویی است؛ که در سال ۲۰۱۶ و در پلت‌فرم نینتندو ۳دی‌اس منتشر شده‌است.